# Drobyszewe
Drobyszewe (ukr. Дробишеве) – osiedle typu miejskiego na Ukrainie, w obwodzie donieckim, w rejonie kramatorskim. W 2001 liczyło 3635 mieszkańców.